# Unité urbaine de Pornic
L'unité urbaine de Pornic est une agglomération française centrée sur la commune de Pornic, en Loire-Atlantique. 

## Données générales
En 2010, selon l'Insee, l'unité urbaine était composée de trois communes, alors que dans le zonage de 1999, elle n'était composée que de la commune de Pornic.
En 2020, à la suite d'un nouveau zonage, elle est composée des trois mêmes communes. 
En 2022, avec 23 751 habitants, elle représente la 3e unité urbaine du département de la Loire-Atlantique et occupe le 16e rang dans la région Pays de la Loire.
En 2019, sa densité de population s'élève à 188 hab/km2.

## Composition de l'unité urbaine en 2020
Elle est composée des trois communes suivantes :
| Nom                   | Code Insee | Département      | Statut       | Superficie (km2) | Population (dernière pop. légale) | Densité (hab./km2) | Modifier                                    |
| --------------------- | ---------- | ---------------- | ------------ | ---------------- | --------------------------------- | ------------------ | ------------------------------------------- |
| Pornic (ville-centre) | 44131      | Loire-Atlantique | ville-centre | 94,18            | 18 382 (2022)                     | 195                | modifier les données · modifier les données |
| La Bernerie-en-Retz   | 44012      | Loire-Atlantique | banlieue     | 6,09             | 3 523 (2022)                      | 578                | modifier les données · modifier les données |
| Les Moutiers-en-Retz  | 44106      | Loire-Atlantique | banlieue     | 9,58             | 1 846 (2022)                      | 193                | modifier les données · modifier les données |

## Démographie
| 1968  | 1975   | 1982   | 1990   | 1999   | 2008   | 2013   | 2019   |
| ----- | ------ | ------ | ------ | ------ | ------ | ------ | ------ |
| 9 865 | 10 524 | 11 196 | 12 382 | 14 947 | 17 724 | 18 392 | 20 673 |